# Pueblo Nuevo (Colombia)
Pueblo Nuevo è un comune della Colombia facente parte del dipartimento di Córdoba.
Il centro abitato venne fondato da Antonio Tatis nel 1914, mentre l'istituzione del comune è del 27 gennaio 1957.